# Hohes Kreuz (Stadtilm)
Hohes Kreuz is een gehucht in de Duitse gemeente Stadtilm in het Ilm-Kreis in Thüringen.

## Geschiedenis
Het gehucht was in het verleden deel van de gemeente Niederwillingen. In 1975 werd het ingedeeld bij de gemeente Stadtilm, maar in 1993 kozen de bewoners er voor om weer bij Niederwillingen ingedeeld te worden. In 1996 werd het gehucht daardoor deel van de toen gevormde gemeente Ilmtal, die op 6 juli 2018 weer opging in de gemeente Stadtilm.